# Codi penal

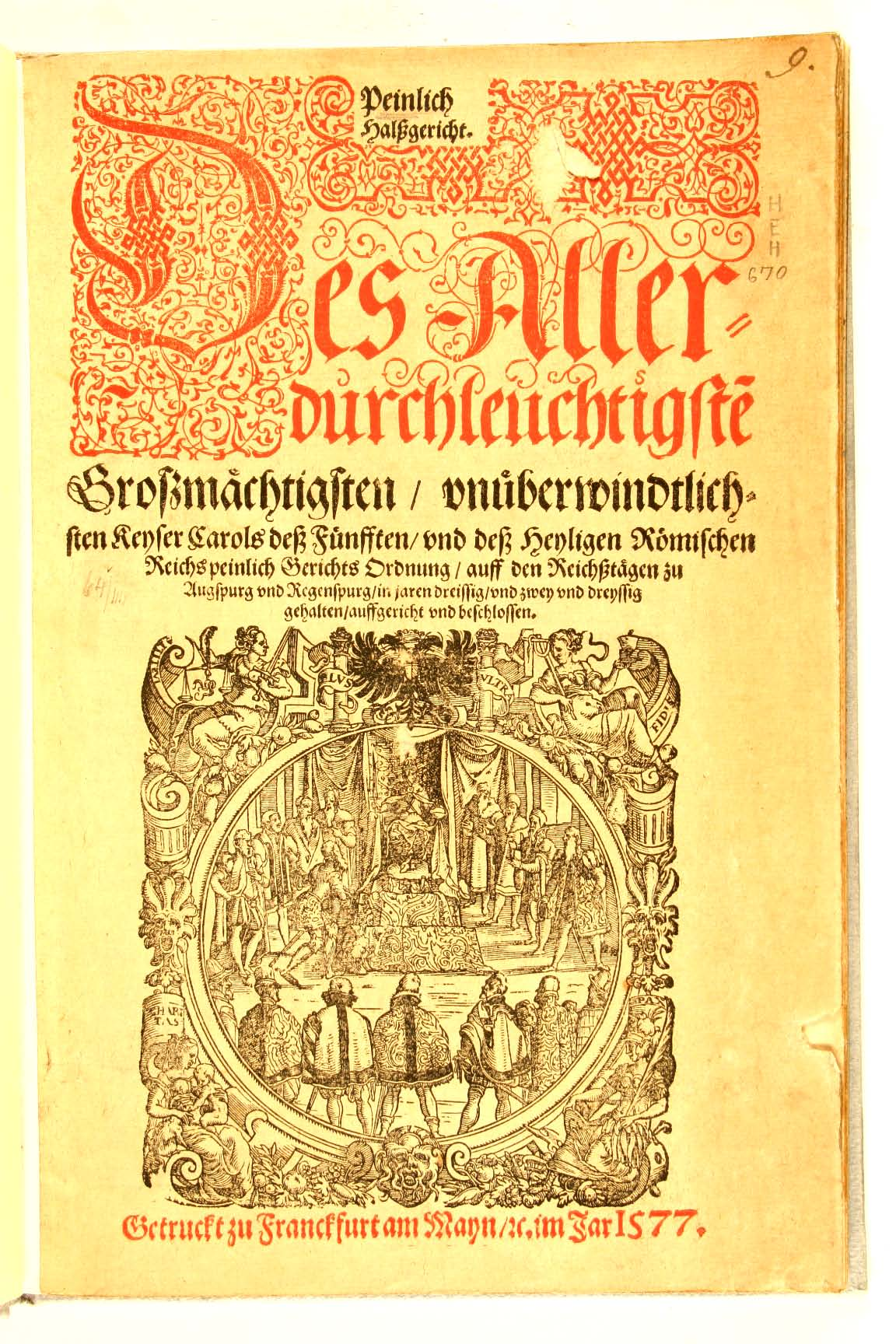
Constitutio Criminalis Carolina. Imprint: Frankfurt. J. Schmidt. Verlegung Sigmund Feyrabends, 1577

Un codi penal és una font de dret formada per un conjunt unitari i sistematitzat de les normes jurídiques punitives d'un estat, és a dir, un compendi ordenat de la legislació aplicable en matèria penal, que busca l'eliminació de redundàncies, l'absència de llacunes i la universalitat: és a dir, que no existeixin normes penals vigents fora del compendi. Els codis penals, en cert sentit, busquen plasmar el ius puniendi de l'estat en un única obra.

## Codificació penal
El primer codi penal que va recollir els requisits que, a partir de la Il·lustració, van ser establint-se sobre la forma d'un cos legislatiu modern, fou el Codi Penal francès, de l'època napoleònica (per això també és denominat codi penal napoleònic), promulgat amb la finalitat de donar coherència a un sistema jurídic gairebé indesxifrable per la multitud de normes disperses que existien. La idea jurídica de l'existència de codis és típicament burgesa i liberal, atès que afavoreix els intercanvis comercials i la seguretat jurídica. A més, en el cas del codi penal, permet als ciutadans un major coneixement dels delictes, i no ser enjudiciats per actes delictius que podien desconèixer. Més endavant la codificació penal es va anar estenent per Europa (sobretot pels països de dret continental) i per tots els territoris sota els quals aquests estats europeus tenien influència.

## Avantatges de la codificació
La codificació de totes les normes penals en un sol codi té dos avantatges fonamentals: 
- D'una banda, permet facilitar el coneixement del dret penal al ciutadà. Això té una gran importància, atès que és el dret penal el que limita més greument els drets i llibertats dels ciutadans i el qual pot imposar les sancions més greus: les penes.
- Per una altra, facilita la pràctica jurídica, i dota d'una major coherència al conjunt de normes que componen el dret penal vigent.

No obstant això cal assenyalar que no és fàcil la codificació, i que necessita una tècnica jurídica molt avançada i curosa que permeti sistematitzar totes les normes i impedir conflictes i llacunes. Per això, en molts casos és habitual que comencin a aparèixer normes específiques amb les seves pròpies normes penals incloses dintre de cada llei. Si bé la doctrina ho critica de forma gairebé unànime, i més tenint en compte que la llei pot limitar-se a establir disposicions que modifiquin el Codi, és una pràctica que dista molt d'estar erradicada completament de la pràctica legislativa.
No és freqüent que la totalitat de legislació penal d'un país es trobi en el codi penal, sent el més freqüent haver de remetre a lleis penals especials o a altres lleis, no penals, que tenen també contingut penal. I fins i tot en els països, com seria el cas d'Espanya, que pretenen tenir la totalitat de la legislació penal en un sol codi penal, la utilització de la tècnica legislativa coneguda com "llei penal en blanc" obliguen a complementar la legislació penal amb extrapenal.